# Orchamps-Vennes

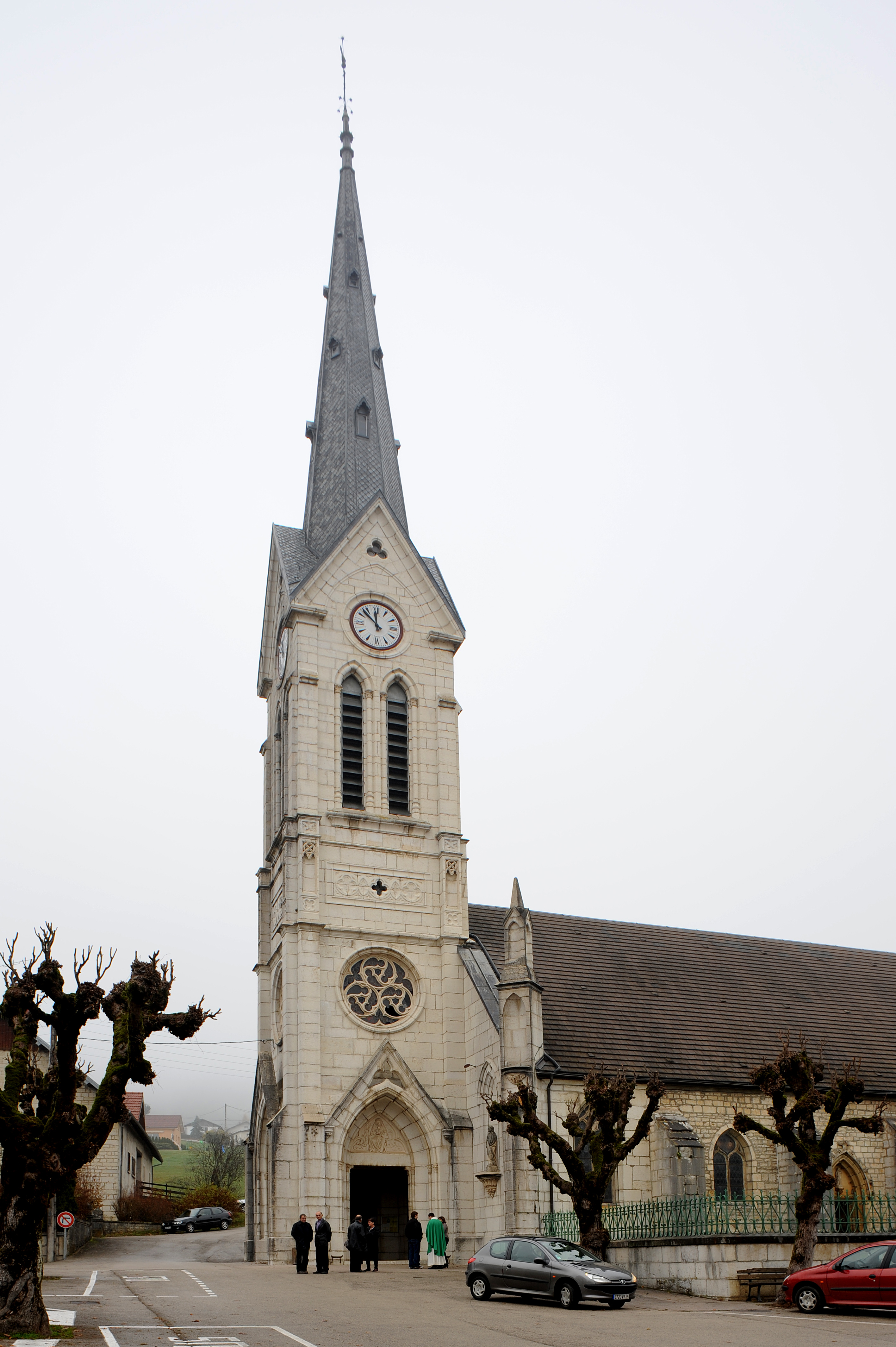
Kirche St. Peter und Paul

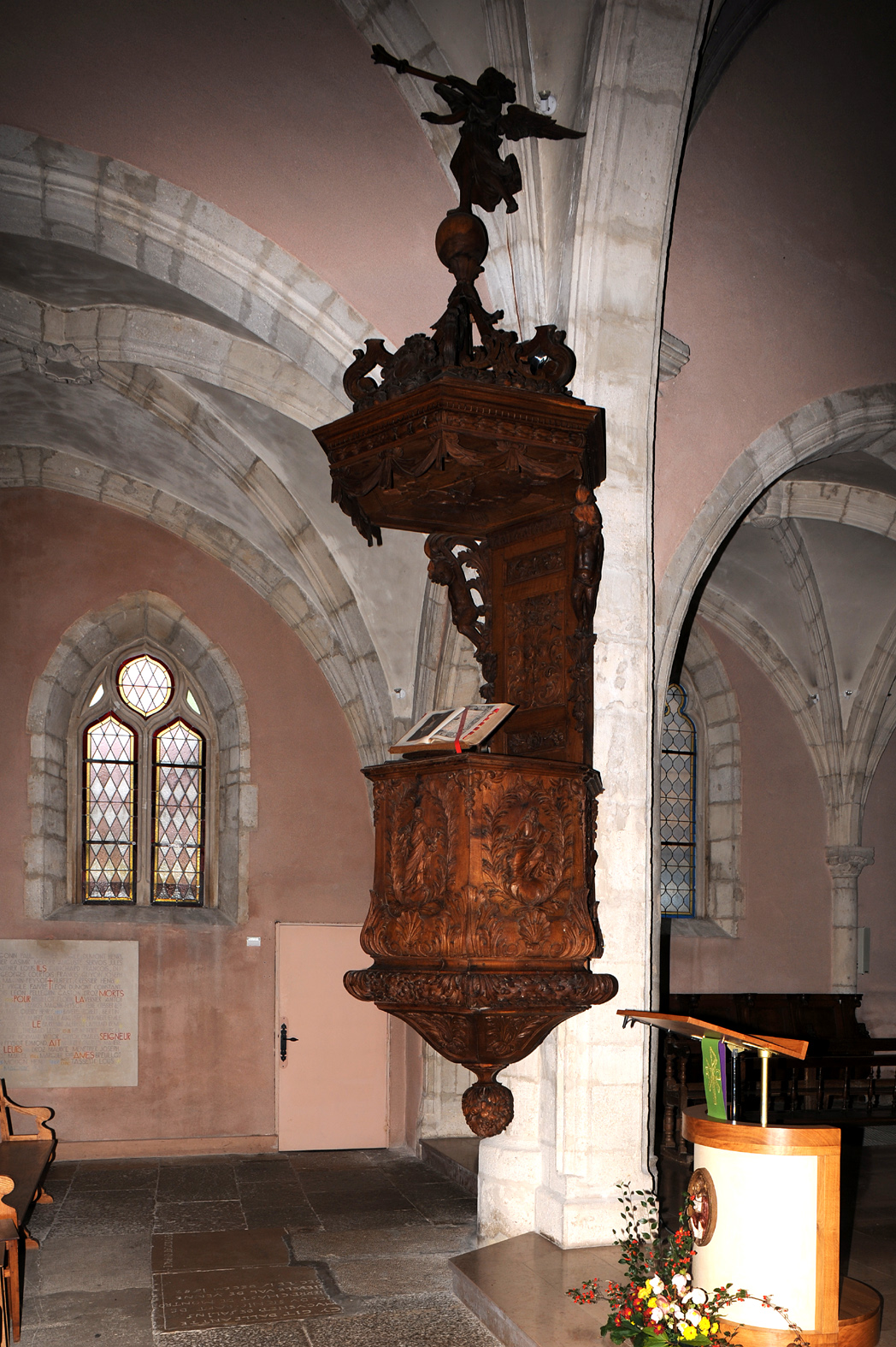
Kanzel 17. Jahrhundert

Orchamps-Vennes ist eine französische Gemeinde mit 2.180 Einwohnern (Stand: 1. Januar 2022) im Département Doubs in der Region Bourgogne-Franche-Comté.

## Geographie
Orchamps-Vennes liegt auf 777 m über dem Meeresspiegel, zehn Kilometer nordwestlich von Morteau und etwa 40 Kilometer ostsüdöstlich der Stadt Besançon (Luftlinie). Das Dorf erstreckt sich im Jura, am westlichen Rand des Beckens von Vennes, an einem leicht nach Osten geneigten Hang am Fuß der Waldhöhe des Bois de la Côte. Das Gemeindegebiet gehört zum Regionalen Naturpark Doubs-Horloger.
Die Fläche des 24,79 km² großen Gemeindegebiets umfasst einen Abschnitt des französischen Juras. Der Hauptteil des Gebietes wird vom Becken von Vennes eingenommen, das eine Breite von ungefähr 4 km und eine Länge von fast 10 km aufweist und durchschnittlich auf 770 m liegt. Es ist überwiegend von Acker- und Wiesland bestanden. Das Plateau besitzt keine oberirdischen Fließgewässer, weil das Niederschlagswasser im verkarsteten Untergrund versickert. In das Becken eingetieft sind mehrere Trockentäler, die topographisch zum Einzugsgebiet des Dessoubre gehören.
Nach Norden erstreckt sich das Gemeindeareal bis zur Talfurche des Col des Ages (785 m), welche die Verbindung vom Becken von Vennes zum Plateau von Valdahon herstellt. Die westliche Begrenzung verläuft auf dem teils bewaldeten, teils mit Weideland bestandenen Höhenzug des Bois de la Côte (931 m). Er bildet eine Antiklinale des Faltenjuras und ist gemäß der Streichrichtung des Gebirges in Südwest-Nordost-Richtung orientiert. Im Süden reicht der Gemeindeboden über eine Reihe von Geländekämmen und dazwischengeschalteten Senken bis auf die felsige Krete des Bois d’Orchamps (1005 m) im Bereich des Col du Tonet (Übergang ins Doubstal). Mit 1020 m wird auf der Nordostabdachung des Mont Chaumont die höchste Erhebung von Orchamps-Vennes erreicht.
Zu Orchamps-Vennes gehören neben dem eigentlichen Ort auch verschiedene Weiler und zahlreiche Einzelhöfe, darunter:
- Les Fourches (804 m) am nördlichen Ortsrand nahe dem Col des Ages
- Les Chenevrottes (747 m) am südlichen Rand des Beckens von Vennes
- Les Ravières (783 m) am südwestlichen Rand des Beckens von Vennes
- Les Prés (856 m) auf dem Höhenrücken westlich des Beckens von Vennes

Nachbargemeinden von Orchamps-Vennes sind Loray und Vennes im Norden, Fournets-Luisans im Osten, Gilley im Süden sowie Flangebouche im Westen.

## Geschichte
Seit dem 16. Jahrhundert war Orchamps-Vennes die wichtigste Ortschaft im Becken von Vennes. Es entwickelte sich zu einem Handelsort am Verkehrsweg von Besançon nach Le Locle und La Chaux-de-Fonds. Zusammen mit der Franche-Comté gelangte das Dorf mit dem Frieden von Nimwegen 1678 an Frankreich. Heute ist Orchamps-Vennes Mitglied des Gemeindeverbandes Portes du Haut-Doubs.
Am 1. Januar 2009 erfolgte eine Änderung der Arrondissementszugehörigkeit der Gemeinde. Bislang zum Arrondissement Besançon gehörend, kamen alle Gemeinden des Kantons zum Arrondissement Pontarlier.

## Sehenswürdigkeiten
Mit dem Bau der Kirche St. Peter und Paul von Orchamps-Vennes wurde im Jahr 1520 begonnen. Die Kirche besitzt eine reiche Innenausstattung, darunter eine Kanzel aus dem 17. Jahrhundert und ein Altarretabel aus dem 18. Jahrhundert. Der Kreuzweg in der Kirche wurde 1949 vom Bildhauer Gabriel Saury geschaffen. Im Dorf befindet sich das Musée de l’Outil à bois.

## Bevölkerung
| Jahr                       | 1962 | 1968 | 1975 | 1982 | 1990 | 1999 | 2006 | 2016 |
| Einwohner                  | 1081 | 1159 | 1285 | 1417 | 1497 | 1601 | 1776 | 2134 |
| Quellen: Cassini und INSEE |      |      |      |      |      |      |      |      |

Mit 2180 Einwohnern (1. Januar 2022) gehört Orchamps-Vennes zu den mittelgroßen Gemeinden des Départements Doubs. Nachdem die Einwohnerzahl in der ersten Hälfte des 20. Jahrhunderts stets im Bereich zwischen 900 und 1000 Personen gelegen hatte, wurde seit Beginn der 1960er Jahre ein kontinuierliches Bevölkerungswachstum verzeichnet.

## Wirtschaft und Infrastruktur
Orchamps-Vennes war bis ins 20. Jahrhundert hinein ein vorwiegend durch die Landwirtschaft (Viehzucht und Milchwirtschaft, Ackerbau) und die Forstwirtschaft geprägtes Dorf. Daneben gibt es heute verschiedene Betriebe des Klein- und Mittelgewerbes, vor allem in den Branchen Holzindustrie, Herstellung von Uhrenarmbändern, Textilindustrie und Feinmechanik, sowie verschiedene Geschäfte des Einzelhandels. Viele Erwerbstätige sind auch Wegpendler, die in den umliegenden größeren Ortschaften ihrer Arbeit nachgehen.
Die Ortschaft ist verkehrstechnisch gut erschlossen. Sie liegt an der Hauptstrasse D461, die von Besançon nach Morteau führt. Durch eine vierspurige Umfahrung ist der Ortskern heute vom Durchgangsverkehr entlastet. Weitere Straßenverbindungen bestehen mit Guyans-Vennes, Longemaison und Gilley.